# 聖剣サイコカリバー
『聖剣サイコカリバー 魔獣の森伝説』（せいけんサイコカリバー まじゅうのもりでんせつ）は、1987年5月19日にイマジニアから発売された、ファミリーコンピュータ ディスクシステム用のゲームである。
メディアミックスの手法を取り入れたWAVE JACKシリーズの第3作にして最終作であり、シリーズ前2作の荻野目洋子（銀河伝承）、富田靖子（消えたプリンセス）に続いてアイドルグループのポピンズが起用されている。
見た目の印象が『ゼルダの伝説』（1986年）に酷似したアクションロールプレイングゲーム。対ボス戦には多大な幸運が要求される。
『ファミコン発売中止ゲーム図鑑』の著者・鯨武長之介によると、発売前の記事ではエンカウント方式による「対話型RPG」だったとされており、鯨武は付属品と連動するようなTRPG寄りの内容になる予定だったのだろうと推測している。

## ゲーム内容
まず、トレーニングステージで修行を積み、ゲームに慣れる。このステージは一度出るともう戻ることはできない。
その後は実戦として8つのエリアを突破していく。妖精を助け、アイテムを集めることでトールの戦闘能力は向上する。第9エリア「迷いの森」は立体パズルのような複雑な構成となっているが、その奥で魔王フルングニルが待ち受けている。
しかし魔王を倒してもまだ冒険は終わらない。ゲームソフトに付属するカセットテープに収録された音楽と、画面のBGMが一致するような進め方をすることで、「最大の邪悪」大魔王のもとにたどり着くことができる。このとき父の遺したロア家の剣と母から受け継いだフレイ家の剣が合体して、聖剣サイコカリバーが誕生し、トールの最強の武器となる。

## ストーリー
はるかな昔、平和な国に魔獣族を率いて攻め入った魔王フルングニルは、妖精国の女王より聖剣を授けられた2人の聖騎士、ウォーダン・ロアとアドミラル・フレイによって退けられた。だが、聖騎士の話が伝説になった後代、フルングニルは再度侵攻してきた。今度は魔王を阻むものは現れず、その支配は数百年にわたった。
そのような暗黒の時代、ミズガルズ村の少年トールの父はまだ彼が幼いころに旅に出たきり還らず、そして母もまた亡くなってしまった。母の形見の剣を手に立ち尽くしていたトールは、妖精ピピとポポによって森の精のもとへと導かれ、父が聖騎士ロアの子孫として魔獣退治の旅をしていたことを教えられる。聖騎士の跡を継ぐために修行を積んだトールは、母の実家・フレイ家に伝わる聖剣を携えて自らも魔獣との戦いにおもむく。
トールは囚われの妖精ピピとポポそれぞれを助け、この者たちから協力を得た後、フルングニルを倒す。

## 音楽
イメージソング
- 「春の街はアドベンチャー」（歌：ポピンズ）
  - 作詞：森雪之丞／作曲：都倉俊一／編曲：佐藤準

## スタッフ
- パッケージイラスト : 雨宮慶太

## 評価
- ゲーム誌『ファミコン通信』の「クロスレビュー」では合計23点（満40点）となっている[3]。

- ゲーム誌『ファミリーコンピュータMagazine』の読者投票による「ゲーム通信簿」での評価は以下の通りとなっており、17.59点（満30点）となっている[4]。

| 項目 | キャラクタ | 音楽 | 操作性 | 熱中度 | お買得度 | オリジナリティ | 総合  |
| 得点 | 3.13       | 3.03 | 2.99   | 3.08   | 2.60     | 2.76           | 17.59 |

- ゲーム誌『ユーゲー』では、「本作では予算の都合上か素人に毛が生えた程度の2人組『ポピンズ』を、吉本興業の後押しで起用する。本作をきっかけとして彼女らをショウビズに進出させようともくろんでいたのだろうが、そのもくろみすら見事にハズしてしまい、登場が早すぎたイマジニアのメディアミックス戦略は、本作をもって終結してしまった」と指摘しており、「いかんせん不親切さが表面ににじみ出ていたことや購買層を絞りきれなかったことが要因でセールス的には大ゴケしてしまい、ただのコレクターズアイテムと化してしまったのが残念だ」と評している[5]。

## 関連書籍
- 必勝完ペキ本 聖剣サイコカリバー 魔獣の森伝説（徳間書店）
- 必勝テクニック完ペキ版29 聖剣サイコガリバー 魔獣の森伝説（著 : みなづき由宇、たまだとしみつ/徳間書店（わんぱっくコミック）
- コミック版 聖剣サイコカリバー外伝（著 : 安藤晶 / 作画 : 阿部高明 / 勁文社〈アドベンチャーヒーローブックス〉 ISBN 4-7669-0643-8